# SCSI/ATA Translation
Mit SCSI/ATA Translation, kurz SAT, wird ein Standard zur Umsetzung von SCSI Kommandos in ATA Kommandos durch das SCSI/ATA Translation Layer, kurz SATL, bezeichnet.
Der Standard ist besonders im Rahmen von Serial Attached SCSI (SAS) von Bedeutung, da dort neben SAS-Festplatten auch Serial-ATA-Festplatten eingesetzt werden können.
Festgelegt wird unter anderem die Abbildung der essentiellen SCSI-Kommandos wie INQUIRY, READ und WRITE auf die entsprechenden ATA-Kommandos. Weiterhin sind ATA PASS-THROUGH-Kommandos für direkten Zugriff spezifiziert. Hiermit wird es möglich, zu SCSI-inkompatible ATA-Funktionalität direkt anzusprechen, beispielsweise die ATA-Variante von S.M.A.R.T.
Die SAT-Spezifikation beschreibt, wie die einzelnen SCSI-Befehle aussehen müssen. Übernommen wurden diese aus bisherigen SCSI-Dokumenten, etwa SCSI Block Commands oder SCSI Multimedia Commands. Die Befehle werden somit nicht neu definiert, sondern nur auf einen ATA-Layer umspezifiert. So bleiben oft Bits, die bei den „echten“ SCSI Befehlen verwendet werden, ungenutzt. Auch werden nicht alle Befehle und Befehlsarten definiert.
Die erste Version des Standards wurde als ANSI INCITS 431-2007 veröffentlicht. SAT-2 ist bereits in der Freigabephase, SAT-3 ist in der Entwurfsphase.